# Bathyclarias atribranchus
Bathyclarias atribranchus е вид лъчеперка от семейство Clariidae. Видът не е застрашен от изчезване.

## Разпространение
Разпространен е в Малави, Мозамбик и Танзания.

## Описание
На дължина достигат до 60 cm.